# ヴェルダン
ヴェルダン（フランス語: Verdun）は、フランスの北東部、ロレーヌ地方ムーズ県の都市である。ムーズ川（マース川）の沿岸にあって要塞都市を形成しており、長きに亘ってドイツとの係争の対象となった。ヴェルダン・シュル・ムーズ（フランス語: Verdun-sur-Meuse）とも言われ、人口は25,000人である。
なお、起源は古代ローマ時代のガリアの町ウェロドゥヌム（ラテン語: Verodunum）であり、メス-ランスを結ぶ街道と、地中海-北海を結ぶ水路の交点に当たる為、この時代から古代ローマの要地とされた。

## 歴史
- 4世紀 - ヴェルダンに司教座が置かれる。
- 843年 - フランク王国を3分割するヴェルダン条約がここで結ばれた。
- 10世紀ごろ - オットー1世以降、ドイツ領となる。メッツ（Metz）、トゥール（Toul）と共に3司教領（Trois-Évêchés）を形成。
- 11 - 12世紀 - ヴェルダンに大聖堂が建設される。
- 1552年 - フランス王アンリ2世により占領される。
- 1648年 - ヴェストファーレン条約（Westfälischer Friede）でフランス領となる。
- 1792年 - プロイセン軍の侵攻を受け、数日間の戦闘を経て陥落（降伏）。
- 1916年 - 第一次世界大戦のヴェルダンの戦いの舞台になった。
- 1940年 - ドイツ軍の侵攻を受け、要塞陥落。